# Dario Mantovani
Dario Mantovani, né 25 juillet 1961 à Milan, est un historien du droit et universitaire italien.

## Biographie
Après des études classiques, il obtient son doctorat de l'université de Pavie (1985). Spécialiste du droit romain, il enseigne à l'université de Trente, à l'université de Parme, à l'université catholique du Sacré-Cœur avant d'être nommé, en 1997, professeur à l'université de Pavie. En 2018, il est élu professeur au Collège de France où il occupe la chaire Droit, culture et société de la Rome antique.
Directeur de la revue Athenaeum : Studi di Letteratura e Storia dell’Antichità et membre des comités scientifiques de plusieurs revues européennes, il est nommé depuis 2020 comme vice-président de la Société internationale de bibliographie classique,.
Fondateur, et premier directeur, du Centro studi e ricerche sui diritti antichi, il est membre de plusieurs commissions internationales et professeur invité dans plusieurs universités, dont l'université Charles-III de Madrid, l'université de Californie à Berkeley, l'université Panthéon-Sorbonne, l'université Panthéon-Assas, l'École pratique des hautes études, l'École des hautes études en sciences sociales et l'École française de Rome,.

## Affiliations
Depuis 2009, il est membre de l'Académie des sciences et des lettres de l'institut lombard. En 2016, il est élu correspondant étranger de l'Académie des inscriptions et belles-lettres, avant d'être nommé associé étranger en 2025 au fauteuil précédemment occupé par Francisco Rico. En 2024, il est élu correspondant de l'Académie des Lyncéens. 

## Principales publications
- (it) Digesto e masse bluhmiane, Milan, éd. Pubblicazioni dell'Istituto di diritto pubblico della Facoltà di giurisprudenza, 1987.
- (it) Il problema d'origine dell'accusa popolare. Dalla 'quaestio' unilaterale alla 'quaestio' bilaterale, Padoue, éd. Dipartimento di Scienze Giuridiche, 1989.
- (it) Le formule del processo privato romano. Per la didattica delle Istituzioni di diritto romano, Padoue, éd. Cedam, 1999.
- (it) Il merito e la passione. Vittorio Erspamer e Pietro Ciapessoni al collegio Ghislieri di Pavia (avec P. Mazzarello), Milan, éd. Cisalpino Istituto, 2011.
- (it) Almum Studium Papiense. Storia dell’Università di Pavia, Milan, éd. Cisalpino Istituto Editoriale Universitario, 2012.
- (de) Legum multitudo. Die Bedeutung der Gesetze im römischen Privatrecht (traduit par Ulrike Babusiaux), Berlin, éd. Duncker & Humblot, 2018.
- Les juristes écrivains : les œuvres des juristes romains comme littérature, Paris, éd. Les Belles Lettres, 2018[6].
- Droit, culture et société de la Rome antique, éd. Fayard / Collège de France, 2019[7].
- Une boussole pour l'Après (ouvrage collectif), Paris, éd. Collège de France, 2020.
- (it) Le Istituzioni di Gaio: avventure di un bestseller. Trasmissione, uso e trasformazione del testo [sous la dir. de], Pavi, Pavia University Press, 2020
- (es) Derecho, cultura y sociedad de la Roma antigua (traduit par Laura Gutiérrez Masson), Madrid, Comares, 2020

## Récompenses et distinctions
- Médaille de l'Université de Besançon (1990)[3].
- Prix Plottel de l'Académie des inscriptions et belles-lettres (2010)[8].